# بيرنوي-ثاباردييل
بلدية بيرنوي-ثاباردييل (بالإسبانية: Bernuy-Zapardiel) هي بلدية تقع في مقاطعة آبلة التابعة لمنطقة قشتالة وليون وسط إسبانيا.

## الديموغرافيا
يبلغ عدد سكان بلدية بيرنوي-ثاباردييل 143 نسمة عام 2011 (وفقاً للمعهد الوطني للإحصاء الإسباني).
| 260 | 242 | 207 | 182 | 161 | 152 | 143 |